# 高山村 (岐阜県)
高山村（たかやまむら）は、かつて岐阜県土岐郡に存在した村。
現在の土岐市土岐津町高山に該当する。

## 歴史
- 1889年（明治22年）7月1日 - 町村制により高山村が発足。
- 1889年（明治22年）11月15日 - 土岐口村と合併し、土岐津町が発足[2]。同日高山村は廃止。

## 出身者
- 遠山郁三